# جريرية

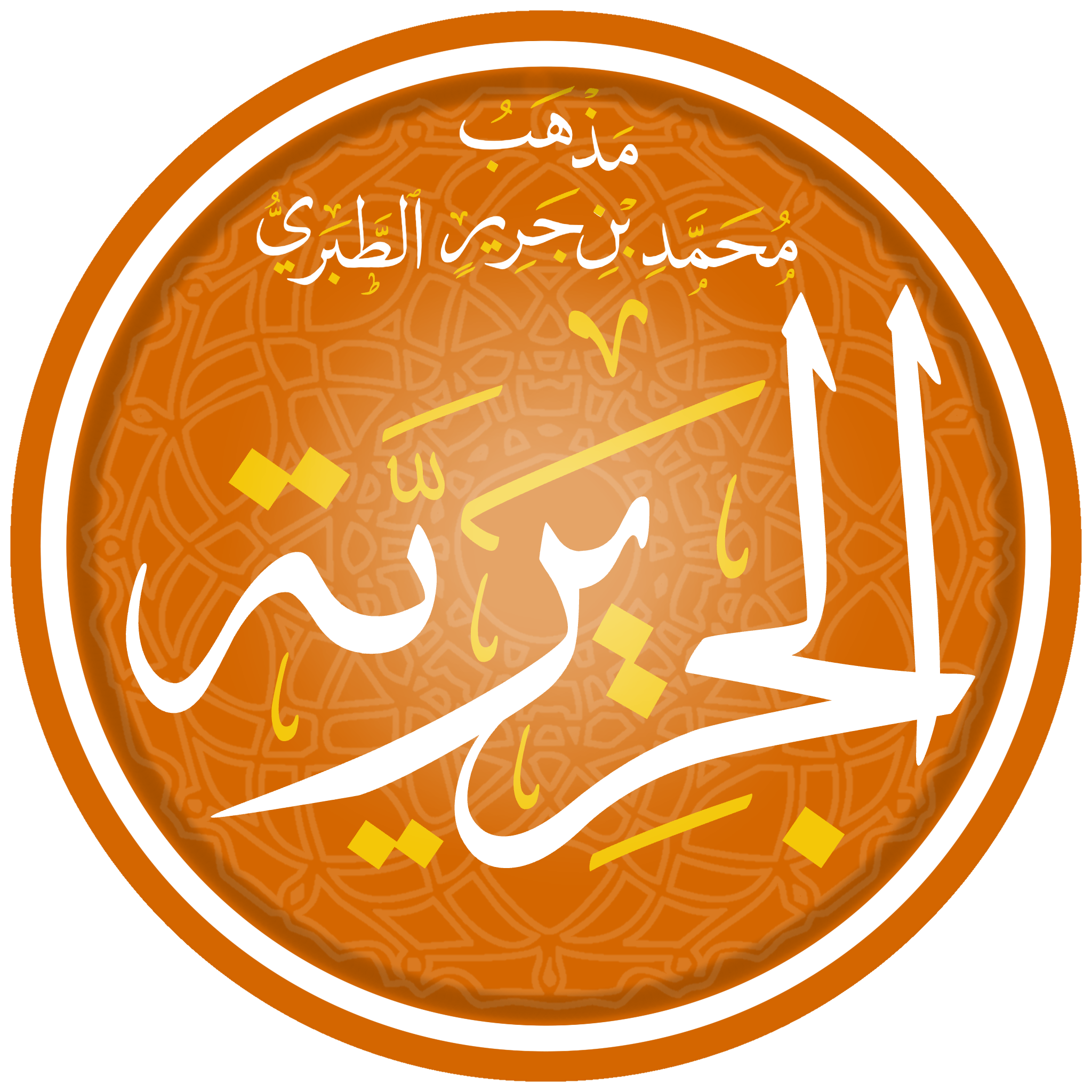
تخطيط اسم الجريرية بخط الثلث، مذهب محمد بن جرير الطبري (ت 310هـ).

الجريرية إحدى المدارس الفقهية الإسلامية التي أسسها محمد بن جرير الطبري، الفقيه والمفسر والمؤرخ الشهير من القرن الثالث الهجري (التاسع الميلادي) في بغداد. على الرغم من أن هذه المدرسة لم تستمر طويلا واندثرت بمرور الزمن، إلا أن آراء الطبري واجتهاداته لقيت قبولاً واسعاً بين علماء أهل السنة، وظلت مؤثرة في الأوساط العلمية لقرابة قرنين بعد وفاته.

## أصول المذهب
كان محمد بن جرير الطبري كسائر الفقهاء المجتهدين يعتمد في استنباطه على الكتاب والسنة بوصفهما المصدرين الأولين للتشريع ثم يستأنس الاجماع ويعتمد القياس عند عدم وجود النص.
وتتلخص أصول منهجه في الآتي:

### القرآن
القرآن: الأصل الأول للتشريع الإسلامي "كلي الشريعة وجامع أحكامها". وقد كان من مسلك الطبري الرجوع اليه والعمل بظاهرة مالم يقم الدليل على وجوب صرفه إلى ما يخالف الظاهر.
يقول الطبري: «كلام الله جل ثناؤه افصح الكلام، فقير جائز توجيهه إلا إلى الذي هو أولى به من الفصاحة».
ويقول: «غير جائز ترك الظاهر المفهوم من الكلام إلى باطن لا دلالة على صحته».
ويقول: «غير جائز احالة ظاهر التنزيل الى باطن من التأويل لا دلالة عليه من نص كتاب، ولا خبر لرسول الله ﷺ ولا إجماع من الأُمة».
ويقول: «كتاب الله عز وجل لا توجه معانيه، وما فيه من البيان إلى الشواذ من الكلام والمعانى وله في الفصيح من المنطق والظاهر من المعاني المفهوم وجه صحيح موجود».

### السنة النبوية
السنة النبوية: وهي المبينة للقرآن، والعاصمة عن الزلل والضلال.
يقول الطبرس: «وإذا اختلف أهل العلم في أمر من أمور الدين، فالفاصل بينهم حكم رسول ﷺ وسنته».
ويقول: «وهذا مذهب مما يحتمله ظاهر التنزيل، لولا الخبر الذي ذكرته من النبي ﷺ ... فإن اتباع الخبر عن رسول الله ﷺ أولى بنا من غيره».
وقال الطبري عند قول الله تعالى: ﴿يَا أَيُّهَا الَّذِينَ آمَنُوا أَطِيعُوا اللَّهَ وَأَطِيعُوا الرَّسُولَ وَأُولِي الْأَمْرِ مِنكُمْ﴾ «هو أمر من الله بطاعة رسوله في حياته فيما أمر ونهى، وبعد وفاته باتباع سنته. وذلك أن الله عم بالأمر بطاعته، ولم يخصص بذلك في حال دون حال، فهو على العموم حتى يخص ذلك ما يجب التسليم له».
وكان يرى وجوب العمل بخبر الواحد العدل.
يقول الطبري: «والذي فيه من ذلك، الدليل الواضح على حقيقة قول القائلين بإيجاب العمل بخبر الواحد العدل، وذلك أن رسول الله ﷺ قبل خبر الأعرابي؛ إذ صح عنده أنه مسلم، ولم يكن علم منه أمرا تسقط به عدالته، وكان ظاهره الصدق فيما أخبر به من الخبر، وعلى ذلك من منهاجه كان عمل الخلفاء الراشدين المهديين الأئمة الصالحين».
أما إذا كانت واهية الإسناد فلا يلتفت إليها ولا يُحتج بها، ونراه يردد في بعض المسائل: «وغير جائز عليه أن يضاف إلى النبي صلى الله عليه وسلم قيل ذلك، لأن الأخبار التي جاءت بذلك عن رسول الله ﷺ واهية الأسانيد، لا يجوز الاحتجاج بها في الدين».

### الإجماع
الإجماع: وهو حجة شرعية يجب العمل به ولا عبرة بمخالفة من خالف في ذلك.
يقول الطبري: «على أن ذلك إجماع من الحجة، ففي ذلك مستغنى عن الاستشهاد على صحته بغيره».
ولا يعني الإجماع عند الطبري اتفاق كل المجتهدين كما هو واضح من كلامه وكما صرح بذلك بعض المحققين.
يقول ابن كثير: «من قاعدة ابن جرير أنه لا يعتبر قول الواحد ولا الاثنين مخالفًا لقول الجمهور فيعده إجماعًا فليعلم هذا».
وقال تقي الدين السبكي: «خلاف الواحد والاثنين قادح في صحة الإجماع وقد اشتهر الخلاف في ذلك عن ابن جرير الطبري قال إنه يكون إجماعا يجب على ذلك المخالف الرجوع إليه ووافقه أبو بكر أحمد بن علي الرازي من الحنفية وأبو الحسين الخياط من المعتزلة وابن خويز منداد من المالكية ثم اختلف النقل عن ابن جرير فيما زاد عن الاثنين ففي شرح اللمع للمصنف أبي إسحق أنه إذا خالف أكثر من ذلك لا يكون إجماعا وكذلك قال إمام الحرمين إن ابن جرير طرد مذهبه في الواحد والاثنين وسلم أن خلاف الثلاثة معتبر».
وما ذكره ابن كثير والتقي السبكي واضح من كلام الطبري، فهو يقول: «وقد دللنا على أن ما جاءت به الحجة متفقة عليه، حجة على من بلغه. وما جاء به المنفرد، فغير جائز الاعتراض به على ما جاءت به الجماعة التي تقوم بها الحجة نقلا وقولا وعملا».
وهو في مواضع عديدة من التفسير وتهذيب الآثار. يعرض لحكم المسألة ويبين فيها اقوال العلماء المختلفة ثم يعقب على ذلك باختيار رأيه محتجا له بإجماع الحجة.
وهذا مثال يوضح ذلك: «ثم اختلف فيمن عنى الله عز ذكره بقوله: ﴿وَطَعَامُ الَّذِينَ أُوتُوا الْكِتَابَ﴾، من أهل الكتاب.
فقال بعضهم: عنى الله بذلك ذبيحة كل كتابي ممن أنزل عليه التوراة والإنجيل، أو ممن دخل في ملتهم فدان دينهم، وحرم ما حرموا، وحلل ما حللوا، منهم ومن غيرهم من سائر أجناس الأمم.
ذكر من قال ذلك:...
وقال آخرون: إنما عنى بالذين أوتوا الكتاب في هذه الآية، الذين أنزل عليهم التوراة والإنجيل من بني إسرائيل وأبنائهم، فأما من كان دخيلا فيهم من سائر الأمم ممن دان بدينهم وهم من غير بني إسرائيل، فلم يعن بهذه الآية، وليس هو ممن يحل أكل ذبائحه... وهذا قول كان محمد بن إدريس الشافعي يقوله حدثنا بذلك عنه الربيع.
ذكر من حرم ذبائح نصارى العرب...
فإذ كان ذلك كذلك، وكان إجماعا من الحجة أن لا بأس بذبيحة كل نصراني ويهودي دان دين النصراني أو اليهودي فأحل ما أحلوا، وحرم ما حرموا، من بني إسرائيل كان أو من غيرهم. فبين خطأ ما قال الشافعي في ذلك».

### القياس
القياس: وهو حجة شرعية على الأحكام العملية وذلك عند جمهور علماء المسلمين.
ويعرفه الطبري بقوله في التفسير: «القياس إنما هو رَدُّ الفروع المختلف فيها، إلى نظائرها من الأصول المجمع عليها».
ويقول في تهذيب الآثار: «القياس عند أهله: إلحاق الفروع الحادثة بالأصول المحكمة».
وقد استعطه كثيرا واحتج به في مواضع عديدة من التفسير وتهذيب الآثار.
ومنها قوله: «وإن كان قد يُلحق حكمه عندنا بحكمه من وجه القياس». وقوله: «كل مانع عرض للمحرم فصده عن الوصول إلى البيت فهو له نظير في الحكم».
فمنهجه في الفقه والاستدلال اتبع فيه الرواية والرأي. فهو يجمع بين طريقة أهل الحديث وأهل الرأي.

## انتشار المذهب وانقراضه
انتشر مذهب محمد بن جرير الطبري في بغداد وما جاورها، وارتحل بعض أصحابه إلى مصر وأقاموا بها. غير أن أتباعه لم يكثروا، ولم تَطُلْ مدتهم، فاندثر المذهب في القرن الخامس.
ولعل من أهم العوامل التي أدت إلى اندثار مذهب ابن جرير الطبري ما يلي:
1. مزاحمة المذاهب الأربعة المشهورة له، والتي كان لكل منها تلاميذ نابهون وقديرون، قاموا بتدوينها ونشرها، وكان لهم نفوذ وسلطة في ذلك الزمان.
2. عدم تبني مذهب الطبري من قِبل أي سلطان أو دولة، كما حصل لمذهب أبي حنيفة الذي تبنته الدولة العباسية ثم الدولة العثمانية، وكذلك المذهب المالكي الذي نصره الخليفة الحكم بن هشام، وتبنته بعض الدول في المغرب والأندلس، وأيضاً المذهب الشافعي الذي دعمه الأيوبيون وغيرهم.
3. ضياع أهم مصادر المذهب ومراجعه، والتي كانت تُقدَّر بآلاف الأوراق في عصر الطبري، وكذلك ضياع كتب أتباعه التي ألفوها وشرحوا فيها مذهبه.

فلم يحظَ مذهب الطبري بالظروف المواتية التي توفرت لغيره من المذاهب، مما أدى إلى انحساره واندثاره مع مرور الزمن.